# Gedankenzauber
Der Gedankenzauber ist eine magische Praktik. Der Gedankenzauber fußt auf der Annahme, dass Gedanken einen Einfluss auf die Objekte und Personen der Außenwelt hätten.
Zu diesem Zweck nimmt sich die zaubernde Person zum Beispiel vor, ganz fest an eine Person, ein Objekt oder einen Wunsch zu denken, um den gewünschten Effekt herbeizuführen.
In den meisten Fällen ist der Gedankenzauber mit dem Wortzauber gleichzusetzen, da Worte gedacht wurden. Für viele archaische Kulturen unterschieden sie sich von den ausgesprochenen Worten nämlich nur im Grade ihrer Vernehmlichkeit, jedoch umfasst der Gedankenzauber auch Gedankenbilder oder gedachte Situationen.
Der Gedankenzauber ist im Gegensatz zum Wortzauber weniger konkret feststellbar, er zeigt sich aber bei abergläubischen Praktiken mancher archaischer Völker. Beispielsweise vermeiden es einige sibirische Stämme, böse Gedanken wider andere zu hegen, um der betreffenden Person nicht aus Versehen Schaden zuzufügen.